# Psilocymbium tuberosum
Psilocymbium tuberosum là một loài nhện trong họ Linyphiidae. Loài này được phát hiện ở Brasil.